# 日蘭追加条約
日蘭追加条約（にちらんついかじょうやく）とは、安政4年8月29日（1857年10月16日）に日本（江戸幕府）とオランダの間で締結された条約のこと。

## 締結
日蘭和親条約締結後、オランダ商館長であったヤン・ドンケル・クルティウスがオランダの外交代表を兼務していたが、アメリカのタウンゼント・ハリスが和親条約よりも充実した内容の日米追加条約を結んだことを知って、オランダとも同様の条約の締結を求めた。
これを受けて安政4年8月29日、長崎において日本側全権水野忠徳・荒尾成允・岩瀬忠震との間に40ヶ条からなる新条約を締結、付属文書として談判添書と公文を付した。これが日蘭追加条約である。

## 内容
自由貿易関係への移行を前提とした貿易規制の緩和、出島への自由な商人の出入と取引の許可、輸入品に対する従価35％の関税規定、函館においても同様の市場を設置する許可、輸出禁制品は会所取引ほか商人から売渡を受けない旨を定めた。
また、密貿易やアヘン貿易の禁止なども定められ、結果的に他の欧米諸国による日本へのアヘン輸出禁止を同意させる効果があった。
その一方で、裁判権の俗人主義やオランダ人の信教の自由（キリスト教信仰）、片務的最恵国待遇をオランダ側に与える規定なども定められていた。